# ガイル谷線
ガイル谷線（ドイツ語: Gailtalbahn）は、オーストリア国鉄の鉄道線の名称である。路線番号は670。

## 運行形態[1]
現在は、フィラハ - ヘアマゴー間のみの運行であるが、2016年以前はケチャハ・マウテンまで運行していた。

### 寝台特急「ナイトジェット(NJ)」
下記3系統が、それぞれ一日1往復ずつ運行されている。全て、2017年以前はユーロナイト(EN)として運行していた。
- ウィーン/ミュンヘン - ザルツブルク - フィラハ - ヴェネツィア
フィラハ以北は601号線経由で220号線に、アーノルドシュタイン以南はイタリア国鉄15号線に直通する。

- ウィーン/ミュンヘン - クラーゲンフルト - フィラハ - ミラノ
フィラハ以北は、ウィーン方面の車両が601号線に、ミュンヘン方面の車両が220号線に直通し、それぞれローマ発着の車両と併結する。アーノルドシュタイン以南はイタリア国鉄15号線に直通する。
2016年以前は、ウィーン発着車両のみの運行で、またフィラハ以南でもローマ発着の車両を併結していた。

- ウィーン/ミュンヘン - クラーゲンフルト - フィラハ - ローマ
フィラハ以北は、ウィーン方面の車両が601号線に、ミュンヘン方面の車両が220号線に直通し、それぞれミラノ発着の車両と併結する。アーノルドシュタイン以南はイタリア国鉄15号線に直通する。
2016年以前は、ウィーン発着車両のみの運行で、またフィラハ以南でもミラノ発着の車両を併結していた。

### 特急「レイルジェット(RJ)」
ヴィーン - クラーゲンフルト - フィラハ - ヴェネツィア間に、一日2往復運行する。フィラハ以北は601号線に、アーノルドシュタイン以南はイタリア国鉄15号線に直通する。
2017年以前は、一日1往復のみの運行で、また列車種別もユーロシティ(EC)で運行していた。

### 快速「レギオナルエクスプレス(REX)」
下記2つの系統に分かれる。
- ミコトラシュプリンター号：　フィラハ - アーノルドシュタイン - トリエステ
一日2往復の運行。アーノルドシュタイン以南はイタリア国鉄15号線に直通する。
2022年度以前は、「ミコトラ」の愛称名であった。

- REX4系統：　フェルトキルヒェン → フィラハ → アーノルドシュタイン　【平日運行】
平日のみ、一日1本の運行。夏季は運休する。フィラハ以北は601号線に直通する。ヴァームバトを通過する。
2021年以前は、北行も運行していた（夏季運休）。北行の列車が各駅停車で、2022年度はSバーン(S4)として運行している。

- REX4系統：　フィラハ ← アーノルドシュタイン ← ヘアマゴー　【平日運行】
平日のみ、一日2本の運行。夏季は一日1本のみの運行となる。フィラハ以北は601号線に直通する。ヴァームバト通過、ペッカウ、ノイハウス停車の列車が1本（通年運行）と、ヴァームバト - アーノルドシュタイン間ノンストップで他の区間を各駅に停車する列車が1本（夏季運休）、合計2本の運行となる。
2021年以前は、途中駅通過のSバーン(S4)として運行していた。

### 普通「Ｓバーン(S)」
下記1系統が運行している。
- (ザンクトファイト - ) フィラハ - ヘアマゴー (S4系統)
1時間に1本の運行。平日の午後は601号線のザンクトファイトまで直通する。
過去の運行形態
2016年以前は、フィラハ～ケチャハ間に2時間に1本の運行で、またレギオナルツーク(R)として運行していた。
2016年末にヘアマゴー - ケチャハ間が休止され、一方で平日のみ1時間に1本の運行となり、種別も、アーノルドシュタイン以北のみを運行する一日1.5往復を除きSバーン(S4)に変更された。
2020年末に、休日も1時間に1本の運行とされた他、平日午後に601号線に直通する様になった。
2022年度に、全てのレギオナルツーク(R)がSバーン(S4)に統合された。

- 過去の運行系統
  - フィラハ - アーノルドシュタイン - タルヴィジオ (S41系統)
2018,19年度に、夏季の休日のみ、一日4往復運行していた。アーノルドシュタイン以南はイタリア国鉄15号線に直通していた。
2018年に系統番号が設定され、運行を開始した。

## 駅一覧
- 種別
  - NJ：寝台特急「ナイトジェット」
  - EC：特急「ユーロシティ」
  - REX：快速「レギオナルエクスプレス」
  - R：普通「レギオナルツーク」
  - S：普通「Ｓバーン」
- 停車駅
  - ■印：全列車停車
  - ●印：一部通過
  - ☆印：半数停車
  - ○印：一部停車
  - ｜印：全列車通過

| 路線名 | 駅名                                       | 駅間営業キロ | 累計営業キロ             | 累計営業キロ                  | NJ | RJ | REX | S | 接続路線                                                                               | 所在地       | 所在地           |
| ------ | ------------------------------------------ | ------------ | ------------------------ | ----------------------------- | -- | -- | --- | - | -------------------------------------------------------------------------------------- | ------------ | ---------------- |
| 651    | フィラハ本駅                               | -            | ファレンティンから 377.6 | アーノルドシュタインから 17.3 | ■  | ■  | ■   | ■ | 601号線（リーエンツ/ザルツブルク方面、ウィーン方面） 651号線（フェルトキルヒェン方面） | ケルンテン州 | フィラハ市       |
| 651    | フィラハ西駅                               | 1.5          | 379.1                    | 15.8                          | ｜ | ｜ | ■   | ■ |                                                                                        | ケルンテン州 | フィラハ市       |
| 670    | フィラハ・ヴァームバト駅                   | 2.6          | 381.7                    | 13.2                          | ｜ | ｜ | ●   | ■ | 221号線（ヴィンコヴツィ方面）                                                          | ケルンテン州 | フィラハ市       |
| 670    | フュアニッツ駅                             | 4.8          | 386.5                    | 8.4                           | ｜ | ｜ | ●   | ■ |                                                                                        | ケルンテン州 | フィラハラント郡 |
| 670    | ノイハウス・アン・デア・ガイル駅           | 2.8          | 389.3                    | 5.6                           | ｜ | ｜ | ○   | ■ |                                                                                        | ケルンテン州 | フィラハラント郡 |
| 670    | ペッカウ駅                                 | 2.8          | 392.1                    | 2.8                           | ｜ | ｜ | ○   | ■ |                                                                                        | ケルンテン州 | フィラハラント郡 |
| 670    | アーノルドシュタイン駅                     | 2.8          | 394.9                    | 0.0                           | ｜ | ｜ | ■   | ■ | イタリア国鉄15号線（ベネチア方面）                                                     | ケルンテン州 | フィラハラント郡 |
| 670    | ネチュ駅                                   | 8.8          |                          | 8.8                           |    |    | ■   | ■ |                                                                                        | ケルンテン州 | フィラハラント郡 |
| 670    | エンマースドルフ・イム・ガイルタル駅       | 4.4          |                          | 13.2                          |    |    | ○   | ■ |                                                                                        | ケルンテン州 | フィラハラント郡 |
| 670    | ザンクト・シュテファン・フォアダーベルク駅 | 3.3          |                          | 16.5                          |    |    | ■   | ■ |                                                                                        | ケルンテン州 | ヘアマゴー郡     |
| 670    | ゲアチャハ・フェーロラハ駅                 | 5.7          |                          | 22.2                          |    |    | ■   | ■ |                                                                                        | ケルンテン州 | ヘアマゴー郡     |
| 670    | プレッセッガー湖駅                         | 3.3          |                          | 25.5                          |    |    | ○   | ■ |                                                                                        | ケルンテン州 | ヘアマゴー郡     |
| 670    | フェラハ・キュンブルク駅                   | 2.4          |                          | 27.9                          |    |    | ○   | ■ |                                                                                        | ケルンテン州 | ヘアマゴー郡     |
| 670    | ヘアマゴー駅                               | 2.8          |                          | 30.7                          |    |    | ■   | ■ |                                                                                        | ケルンテン州 | ヘアマゴー郡     |
| 670    | ポシュトラン駅                             | 3.8          |                          | 34.5                          |    |    |     |   |                                                                                        | ケルンテン州 | ヘアマゴー郡     |
| 670    | ヴァチク駅                                 | 2.1          |                          | 36.6                          |    |    |     |   |                                                                                        | ケルンテン州 | ヘアマゴー郡     |
| 670    | トレーポラハ駅                             | 1.7          |                          | 38.3                          |    |    |     |   |                                                                                        | ケルンテン州 | ヘアマゴー郡     |
| 670    | ラッテンドルフ・イェーニク駅               | 2.5          |                          | 40.8                          |    |    |     |   |                                                                                        | ケルンテン州 | ヘアマゴー郡     |
| 670    | ヴァイデク駅                               | 1.9          |                          | 42.7                          |    |    |     |   |                                                                                        | ケルンテン州 | ヘアマゴー郡     |
| 670    | キルヒバッハ・イム・ガイルタル駅           | 4.0          |                          | 46.7                          |    |    |     |   |                                                                                        | ケルンテン州 | ヘアマゴー郡     |
| 670    | ライザハ駅                                 | 2.3          |                          | 49.0                          |    |    |     |   |                                                                                        | ケルンテン州 | ヘアマゴー郡     |
| 670    | グンダースハイム駅                         | 2.9          |                          | 51.9                          |    |    |     |   |                                                                                        | ケルンテン州 | ヘアマゴー郡     |
| 670    | デラハ・イム・ガイルタル駅                 | 3.2          |                          | 55.1                          |    |    |     |   |                                                                                        | ケルンテン州 | ヘアマゴー郡     |
| 670    | ザンクト・ダーニエル駅                     | 2.2          |                          | 57.3                          |    |    |     |   |                                                                                        | ケルンテン州 | ヘアマゴー郡     |
| 670    | ケチャハ・マウテン駅                       | 4.4          |                          | 61.7                          |    |    |     |   |                                                                                        | ケルンテン州 | ヘアマゴー郡     |